# Abengoa Solar
Abengoa Solar (anciennement Solúcar Energía ) est une ancienne filiale d'Abengoa. Ses activités principales comprennent la conception, la promotion, le financement de la réalisation, la construction et l'exploitation de centrales solaires qui utilisent le photovoltaïque concentré ou pas, et les technologies solaires thermiques.
Abengoa Solar est devenu le leader mondial des technologies thermosolaires. Elle a développé un ambitieux programme de construction de centrales solaires de diverses technologies qui font appel à la concentration des rayons du soleil afin de pallier leur principal inconvénient : la faible densité d'énergie par m² (centrales tours, centrales à miroirs cylindro-paraboliques, centrales à concentration photovoltaïque).
À la fin de 2012, son parc de centrales en fonctionnement ou en construction totalisait 1 653 MW (41 % en Espagne, 35 % aux États-Unis et 24 % dans plusieurs autres pays). Ses 19 centrales en service (dont 7 mises en service en 2012) totalisaient 743 MW, auxquelles s'ajoutaient 910 MW de centrales en construction au niveau mondial.
Conséquence du lourd endettement du groupe Abengoa, Abengoa Solar est cédé en janvier 2023 au Rioglass Solar Holding.

## Centrales construites en Espagne

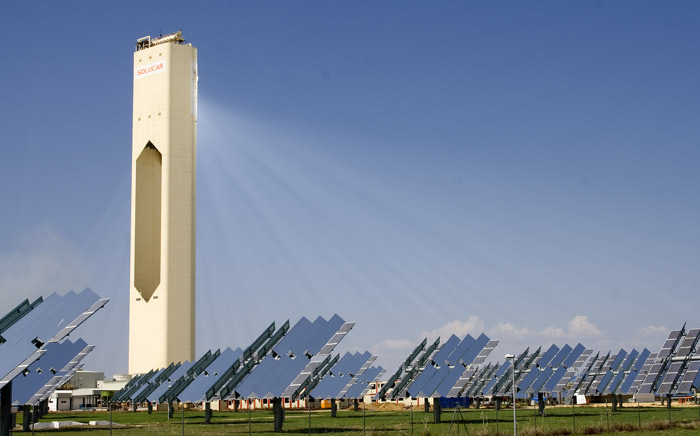
La centrale solaire PS10, une des premières réalisations majeures d'Abengoa

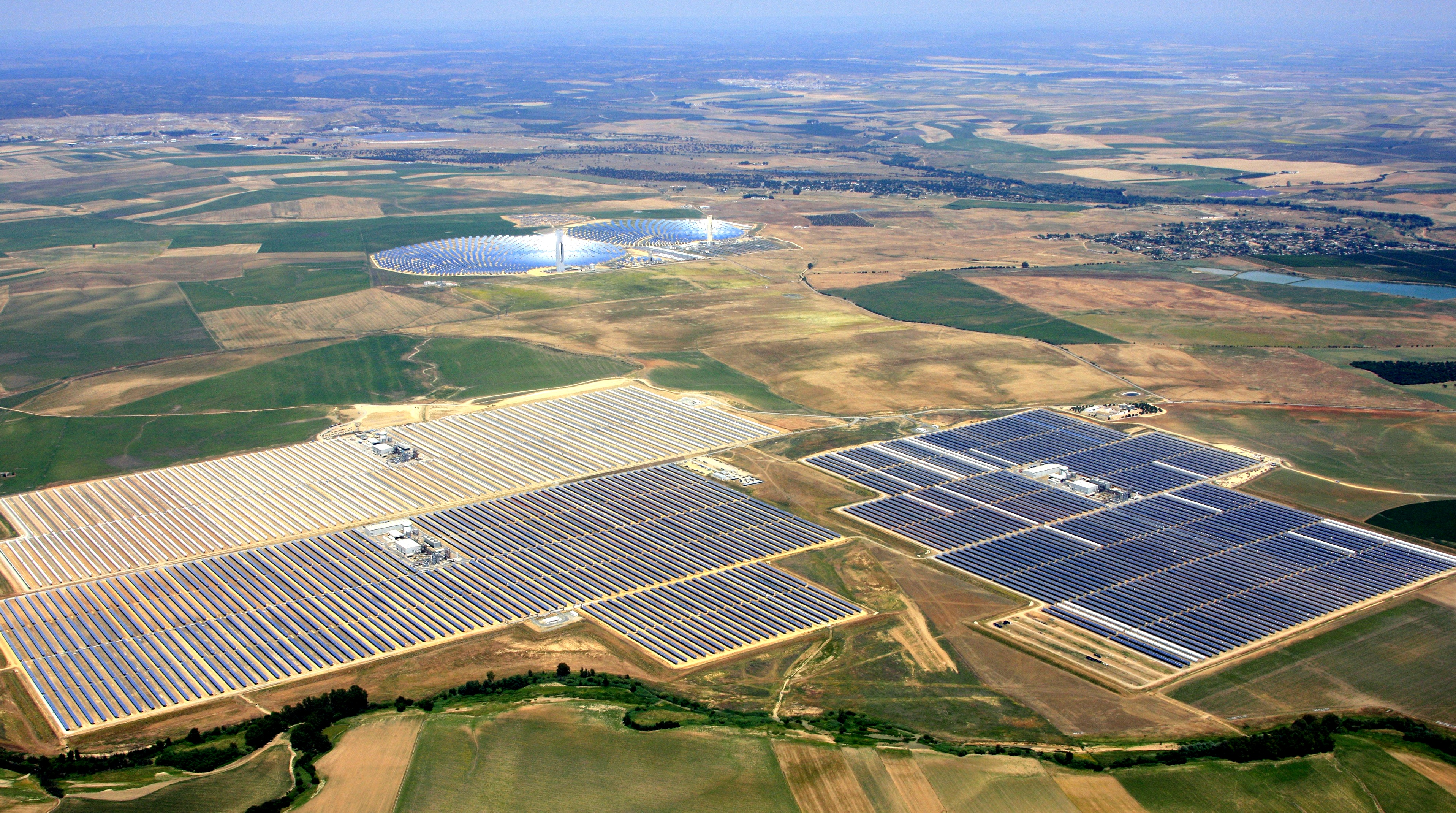
Plateforme Solúcar en juin 2010 : au premier plan, Solnova 1, 3 et 4 ; plus loin, PS10 et PS20.

Abengoa Solar a construit la première centrale solaire thermodynamique commerciale mise en service en Europe, en mars 2007 : la centrale solaire PS10 dont la puissance installé est de 11 MW. Elle est située à Sanlúcar la Mayor près de Séville ; elle produit l'électricité au moyen de 634 héliostats, d'une superficie de 121 m2 chacun, qui concentrent les rayons du soleil sur le sommet d'une tour de 114 mètres de hauteur où sont installés un récepteur solaire et une chaudière, d'où la vapeur est envoyée à une turbine à vapeur qui actionne le générateur produisant l'électricité.
Une seconde centrale : PS20 a commencé son exploitation commerciale fin avril 2009 sur le même site, avec une capacité de 20 MW grâce à plus de 1200 héliostats de la même taille que ceux de PS10, qui concentrent la lumière solaire sur un récepteur placé sur une tour de 165 m de hauteur,.
À ces deux centrales se sont jointes ultérieurement sur le même site Solnova 1, Solnova 3 et Solnova 4 de 50 MW chacune avec une technologie de collecteurs solaires cylindro-paraboliques.
La Plateforme Solúcar qui regroupe ces 5 centrales, plus 2 petites centrales photovoltaïques (1,9 MW et 1,2 MW), est le « 2e » complexe solaire le plus important du monde, en attendant la mise en service des 2 centrales qu'Abengoa construit aux États-Unis.
Au total, en Espagne, Abengoa compte 20 centrales en fonctionnement ou en construction :
- Plateforme Solúcar (7 centrales), complexe solaire le plus important du monde ;
- Plateforme Solaire Écija : 2 centrales CP de 50 MW : Helioenergy 1 et Helioenergy 2 ;
- Plateforme Solaire El Carpio : 2 centrales CP de 50 MW : Solacor 1 et  Solacor 2 ;
- Plateforme Solaire Castilla-La Mancha : 2 centrales CP de 50 MW : Helios 1 et Helios 2 ;
- Plateforme Solaire Extremadura : 4 centrales CP de 50 MW : Solaben 1 et 2 (mises en service en 2012), Solaben 3 et 6 (en construction) ;
- 3 petites centrales photovoltaïques : Copero PV (1 MW), Las Cabezas PV (5,7 MW), Linares PV (1,9 MW).

## Centrales construites hors d'Espagne
Abengoa Solar a de plus :

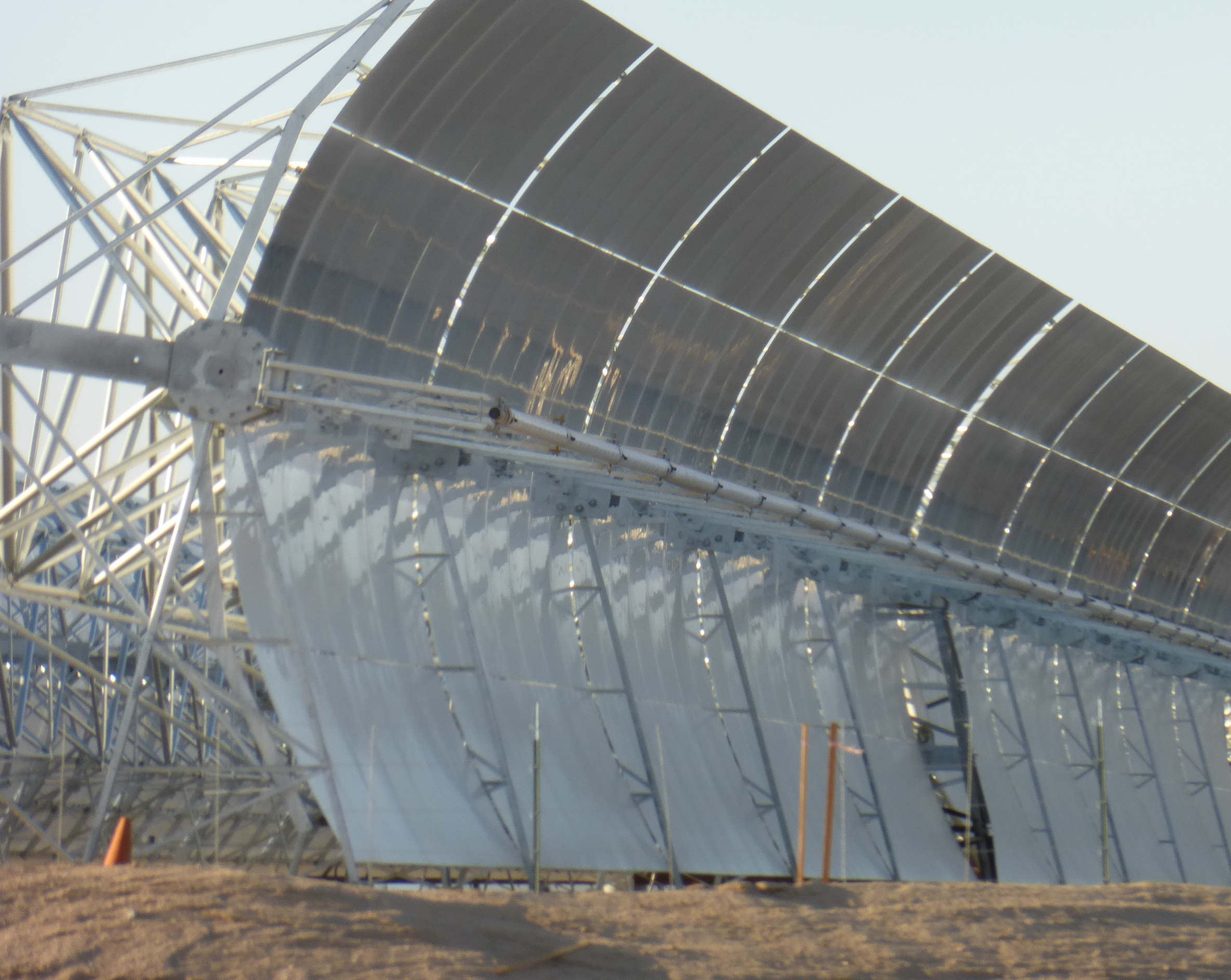
Miroirs cylindro-paraboliques utilisés dans la centrale solaire de Mojave près de Harper Lake en Californie.

- 2 grandes centrales en construction aux États-Unis : Solana en Arizona (280 MW - mise en service en 2014) et Mojave  en Californie (250 MW - achèvement prévu en 2014), qui compteront parmi les plus grandes du monde ;
- la (centrale solaire Shams  à Abu Dhabi : 100 MW, mise en service : mars 2013, la première centrale thermosolaire du Moyen-Orient) ;
- la (centrale électrique mixte de Hassi R'Mel en Algérie, 150 MW (hybride solaire-gaz), entré en service début 2012) ;
- la centrale de la Minera El Tesoro au Chili, mise en service en novembre 2012 : centrale équipée de 1280 miroirs cylindro-paraboliques qui chaufferont de l'eau à 150 °C pour alimenter les process des installations minières ; elle économisera 55 % de la consommation de diesel-oil de l'usine[8] ;
- la centrale hybride solaire-gaz d'Aguas Prietas au Mexique : 480 MW, dont 14 MW solaires ;
- 2 centrales en Afrique du Sud : Khi Solar One, centrale à tour de 205 m de hauteur et 50 MW de puissance, inaugurée le 27/08/2013, et KaXu Solar One, 100 MW à collecteurs cylindro-paraboliques)[2].

En mars 2013, Abengoa a signé un accord avec BrightSource Energy pour construire en Californie la centrale de Palen, constituée de deux tours de 230 m (250 MW chacune), pour une mise en service en 2016.
Elle a emporté le 20 juin 2013, conjointement avec une entreprise israélienne, le marché de construction de la plus grande centrale solaire thermique d’Israël : Ashalim-1 (110 MW).